# Planflächendämpfer
Der Planflächendämpfer ist ein Bauteil in großen Schiffsmotoren, das Beschädigungen des Antriebsstranges durch Resonanzschwingungen verhindern soll.
In den Kurbelwellen von Schiffsdieselmotoren treten Drehschwingungen auf. Diese erzeugen in der Kurbelwelle Spannungen. Im Resonanzfall können sich die Schwingungen und damit die Belastung zu extremer Höhe "aufschaukeln". Ein Drehschwingungsdämpfer vom Typ Planflächendämpfer am Ende der Kurbelwelle begrenzt diese Belastung und verhindert so die Zerstörung der Welle.

## Aufbau eines Planflächendämpfers
Der Planflächendämpfer besteht aus einer sekundärseitigen Schwungmasse und einem Primärteil, das mit der Kurbelwelle direkt verbunden ist. Auf dem Primärteil sind Bremsbeläge angebracht. Die Sekundärmasse wird mit nachstellbaren Tellerfederpaketen an die Bremsbeläge gepresst.

## Wirkungsweise
Treten in der Kurbelwelle keine oder nur geringe Drehschwingungen auf, so folgt der Sekundärteil der Bewegung des Primärteils. Treten hohe Amplituden und schnelle Frequenzen auf, kann das Sekundärteil auf Grund der Trägheit seiner Masse der Primärmasse nicht mehr folgen und es tritt Reibungsarbeit auf. Durch die Reibungsarbeit wird dem System Schwingungsenergie entzogen, ein Anstieg der Belastung der Welle wird verhindert. Im Gegensatz zum Zweimassenschwungrad wird beim Planflächendämpfer die Energie der Drehmomentspitzen jedoch nicht zurück in Nutzenergie gewandelt, sondern als Abwärme an die Umgebung abgegeben.

## Geschichte
In den Jahren 1964 bis 1972 wurden Motoren der Firma MaK sofern erforderlich mit diesem Dämpfertyp ausgerüstet. 

## Quelle
- Über Aufbau, Wirkungsweise, Betriebsverhalten und Wartung von MaK-Drehschwingungsdämpfern von Ernst-Günther Kroos